# Miguel Ángel García Argüez
Miguel Ángel García Argüez (La Línea de la Concepción, Cádiz, España, 1969). Vive en Cádiz, desde donde se dedica a la literatura. Es escritor en lengua castellana y ha publicado libros en diversos géneros literarios: la poesía, el relato breve, el teatro, el ensayo-documental y la novela. Forma parte del colectivo de escritores y artistas La Palabra Itinerante, con el que ha realizado diversas acciones culturales y sociales de agitación y reflexión, así como numerosas actuaciones artísticas de diverso tipo vinculadas a la música, la imagen, la polipoesía y la poesía en acción, entre ellos el espectáculo de poesía escénica "Todo se entiende solo a medias". Igualmente, forma parte del proyecto ARWEZ , que aúna poesía, videoarte y música pop-rock.
Desde 1999, imparte singulares talleres de creación literaria y de animación a la lectura creativa por toda España en diferentes ámbitos:  universidades, bibliotecas, colegios de primaria, institutos de secundaria, centros vecinales, casas de cultura, centros penitenciarios… Desde 2000 hasta 2019 dirigió la Escuela de Letras Libres, taller estable de creación e investigación literaria en Chiclana de la Frontera (Cádiz), y desde 2011 coordina en Cádiz La Escuelita de las Palabras , un aula-laboratorio de experimentación y pedagogía libre en torno a la escritura creativa. 
Ha colaborado con diversas compañías teatrales y bandas de rock tanto con música como con textos. 
Ha publicado numerosos artículos, reseñas literarias, críticas teatrales y reportajes de viajes en numerosos periódicos y revistas. 
Ha dirigido la sección de narrativa de la Colección Alumbre editada por el Servicio de Publicaciones de la Diputación de Cádiz desde 2011 a 2018.
Como letrista para el Carnaval de Cádiz ha firmado los libretos de numerosas comparsas entre las que destacan "El tambor" (2006), "El último escuadrón" (2008), "Si no existiera el dinero" (2010), "Las cigarras" (2013), "Los gallitos" (2014), "Los borregos" (2015), "Los doce" (2016), "Los equilibristas" (2017) , "Los prisioneros" (2018) , "Los luceros" (2019), "Los listos" (2020), "Los renacidos" (2022), "Los esclavos" (2023) y, "Los colgaos" (2024) y "La tribu" (2025).

### Novelas
- 3XTR4Ñ0 (Libros de la Herida, Granada, 2024).
- Aguaviento (Algaida, Sevilla, 2019). Premio Carolina Coronado 2019.
- Carne de gato (Paréntesis, Sevilla, 2010).
- Los búhos (Viprén, Cádiz, 2003).

### Libros de Relatos
- El Bombero de Pompeya (Libros de la Herida, Sevilla, 2017).
- Un paseo por las tripas del elefante (Del Centro Editores, Madrid, 2011).
- El Bombero de Pompeya (Colección Calembé, Cádiz, 2002).

Seleccionado en las antologías:
- Cuento Vivo de Andalucía (Universidad de Guadalajara, México, 2007)
- Cuentos al sur (Editorial Batarro, Almería, 2002)

### Poesía
- Toda la vida al revés -Retrospectiva, 2022-1994- (Hojas de hierba, Sevilla, 2023)
- Doce pájaros en el alambre (Viento Verde, Cádiz, 2018)
- Danza caníbal (Germanía, Valencia, 2012).
- Canciones (Ediciones del 4 de agosto, Logroño, 2011).
- Los días del maíz (Baile del sol, Tenerife, 2010).
- Cambio de agujas (Servicio Publicaciones Diputación de Cádiz, Cádiz, 2005).
- La Venus del Gran Poder (Altorrey Editorial, Madrid, 2004). Premio Internacional “Encina de la Cañada”.
- Ecce Woman (Quorum Editores, Cádiz, 2001). Premio “José Manuel García Gómez”.
- Las tijeras y el yogur (Ayuntamiento de Chiclana, 1994).

Seleccionado en las antologías: 
- Disidentes. Antología de poetas críticos españoles (1990-2014) (Ed. de Alberto García-Teresa, La oveja roja, Madrid, 2015).
- Canto e demolizione. 8 Poeti Spagnoli Contemporanei (Ed. bilingüe italiano-español, Thauma Edizioni, Italia, 2013).
- Negra Flama: Poesía antagonista en el estado español (CNT-AIT, Jaén, 2013).
- Geometría y angustia. Poetas españoles en Nueva York (Ed. de Julio Neira, Fundación José Manuel Lara, Sevilla, 2012)
- La ciudad en llamas (Hesperya, Oviedo, 2011).
- 65 Salvocheas (Quorum Editores, Cádiz, 2011).
- El árbol talado que retoña (El Páramo, Córdoba, 2009).
- Poesía en español (Alhambra Publishing, Bélgica, 2007).
- Once poetas críticos en la poesía española reciente (Ed. de Enrique Falcón, Baile del Sol, Tenerife, 2007).
- Poesía Viva de Andalucía (Universidad de Guadalajara, México, 2007).
- Voces del Extremo. Poesía y utopía (Fundación Juan Ramón Jiménez, Huelva, 2002).
- Once Inicial (Ed. de José Manuel García Gil, Fundación Municipal de Cultura, Cádiz, 2002).

### Narrativa Infantil
- El libro de los deseos (Libros de la Herida, 2017) escrito junto a David Eloy Rodríguez y José María Gómez Valero y con ilustraciones de Patricio Hidalgo.
- Cosas que sucedieron (o no) (Cambalache, 2013) escrito junto a David Eloy Rodríguez y José María Gómez Valero y con ilustraciones de Amelia Celaya.
- Este loco mundo (17 cuentos) (Cambalache, 2010 y 2014) escrito junto a David Eloy Rodríguez y José María Gómez Valero y con ilustraciones de Amelia Celaya.

### Teatro
- Don Quijote va al psiquiatra (Premio “Rafael Guerrero”, Cádiz, 1999).

### Ensayo-documental
- La nave de los locos (Viento del Norte, Cádiz, 2024).
- Diario del Ave Fénix (Viento del Norte, Cádiz, 2022).
- El corazón del ángel. Vida, obra y confesiones de Ángel Subiela. Biografía. (Libros de la Herida, Sevilla, 2020).
- El pan y los peces (	Ayuntamiento de Chiclana, Cádiz, 2001, 2º edición en 2004).

## Carnaval de Cádiz
Miguel Ángel ha recibido del mundo del Carnaval de Cádiz el sobrenombre de "Chapa". En el Carnaval de Cádiz se ha desempeñado generalmente como autor de letra en numerosas agrupaciones. En la modalidad de comparsas, destaca especialmente su etapa, junto al grupo de Ángel Subiela y a Manuel Sánchez Alba "Noly" (autor de la música). Esta etapa comenzó en el año 2016 con "Los Doce". Tras ello, la agrupación entró tres veces seguidas en la Gran Final con "Los Equilibristas" (2017), "Los Prisioneros" (2018) y "Los Luceros" (2019). Antes de esta etapa, "Chapa" escribió la letra de un gran número de agrupaciones, entre las que destacan "El Último Escuadrón" (2008), "Si no existiera el dinero" (2010) y "Los Gallitos" (2014), todas con la música de Nene Cheza.
Tras su etapa con Ángel Subiela, se ha hecho cargo de la autoría para el antiguo grupo del tristemente fallecido autor Juan Carlos Aragón Becerra, y ha escrito comparsas como "Los Renacidos" (2022) "Los Esclavos" (2023), "Los Colgaos" (2024) las tres con música del compositor gaditano Raúl Cabrera y la dirección de Francisco Javier Bohórquez.
Desde hace años, es autor en letra y música del conocido como Coro Libertario, para el que ha escrito repertorios como los de "Tiempos modernos" (2018), "Tierra y libertad"(2022), "Al-Ándalus"(2023) o "El gremio" (2024)
Miguel Ángel además ha conjugado sus dos pasiones, la literatura y el Carnaval de Cádiz, en  libros como Doce pájaros en el alambre, en el cual incluyó letras inéditas de sus tres primeras comparsas junto a Manuel Sánchez Alba "Noly" y el grupo de Ángel Subiela. Sobre temática carnavalesca, ha publicado también la biografía El corazón del Ángel: Vida, obra y confesiones de Ángel Subiela y el libro Diario del Ave Fénix, diario de trabajo sobre el proceso de creación de la comparsa "Los renacidos".

### Trayectoria Carnavalesca
| Año  | Agrupación                                            | Modalidad          | Función               | Puesto    |
| ---- | ----------------------------------------------------- | ------------------ | --------------------- | --------- |
| 1983 | Los pajes del Rey                                     | Chirigota Infantil | Componente (Guitarra) | 1         |
| 1990 | Los gallifantes                                       | Chirigota Infantil | Música                | 3         |
| 2003 | Los infieles                                          | Comparsa           | Letra                 | Prelim    |
| 2005 | Los camping-Gas                                       | Chirigota          | Letra                 | Prelim    |
| 2006 | El tambor                                             | Comparsa           | Letra                 | Semifinal |
| 2006 | Los hijos secretos de Ángel Cristo                    | Chirigota          | Letra                 | Prelim    |
| 2007 | Los perdedores                                        | Comparsa           | Letra                 | Semifinal |
| 2007 | Los que limpian las cuadras de los caballos andaluces | Chirigota          | Letra                 | Prelim    |
| 2008 | El último escuadrón                                   | Comparsa           | Letra                 | Semifinal |
| 2009 | Los ruinas                                            | Comparsa           | Letra                 | Semifinal |
| 2010 | Si no existiera el dinero                             | Comparsa           | Letra                 | Semifinal |
| 2011 | Los pobres diablos                                    | Comparsa           | Letra                 | Cuartos   |
| 2012 | La bicentenaria                                       | Comparsa           | Letra                 | Cuartos   |
| 2013 | Las cigarras                                          | Comparsa           | Letra                 | Semifinal |
| 2014 | Los gallitos                                          | Comparsa           | Letra                 | Semifinal |
| 2015 | Los borregos                                          | Comparsa           | Letra                 | Semifinal |
| 2016 | Los doce                                              | Comparsa           | Letra                 | Semifinal |
| 2017 | Los pequeños                                          | Comparsa           | Letra                 | Prelim    |
| 2017 | Los equilibristas                                     | Comparsa           | Letra                 | 4         |
| 2018 | Los prisioneros                                       | Comparsa           | Letra                 | 2         |
| 2018 | La playa                                              | Comparsa           | Letra                 | Prelim    |
| 2018 | Los que ven llover y lloran                           | Cuarteto Infantil  | Música                | 2         |
| 2018 | Tiempos modernos                                      | Coro               | Letra                 | Semifinal |
| 2019 | Gran reserva                                          | Coro               | Música y Letra        |           |
| 2019 | Los luceros                                           | Comparsa           | Letra                 | 4         |
| 2020 | Gloria bendita                                        | Coro               | Música y Letra        | Semifinal |
| 2020 | Los listos                                            | Comparsa           | Letra                 |           |
| 2022 | Tierra y libertad                                     | Coro               | Música y Letra        | 4         |
| 2022 | Los renacidos                                         | Comparsa           | Letra                 | 3         |
| 2023 | Los esclavos                                          | Comparsa           | Letra                 | 3         |
| 2023 | Al-Ándalus                                            | Coro               | Letra                 | Semifinal |
| 2024 | Los colgaos                                           | Comparsa           | Letra                 | 3         |
| 2024 | El gremio                                             | Coro               | Música y Letra        | 4         |
| 2025 | La tribu                                              | Comparsa           | Letra                 | 4         |
| 2025 | ¡Qué barbaridad!                                      | Coro               | Letra                 | Semifinal |

- Primeros Premios: 0
- Segundos Premios: 3
- Terceros Premios: 1
- Cuartos Premios: 5
- Quintos Premios: 2